# Pierpaolo Frattini
Pierpaolo Frattini (Varese, 23 de febrero de 1984) es un deportista italiano que compitió en remo.
Ganó cuatro medallas en el Campeonato Mundial de Remo entre los años 2005 y 2011, y una medalla de plata en el Campeonato Europeo de Remo de 2012.
Participó en tres Juegos Olímpicos de Verano, entre los años 2004 y 2016, ocupando el séptimo lugar en Atenas 2004 y el séptimo en Río de Janeiro 2016, en la prueba de ocho con timonel.

## Palmarés internacional
| Campeonato Mundial | Campeonato Mundial        | Campeonato Mundial | Campeonato Mundial |
| Año                | Lugar                     | Medalla            | Prueba             |
| ------------------ | ------------------------- | ------------------ | ------------------ |
| 2005               | Kaizu (Japón)             | Medalla de plata   | Ocho con timonel   |
| 2006               | Eton (Reino Unido)        | Medalla de plata   | Ocho con timonel   |
| 2010               | Cambridge (Nueva Zelanda) | Medalla de plata   | Dos con timonel    |
| 2011               | Bled (Eslovenia)          | Medalla de oro     | Dos con timonel    |
| Campeonato Europeo |                           |                    |                    |
| Año                | Lugar                     | Medalla            | Prueba             |
| 2012               | Varese (Italia)           | Medalla de plata   | Ocho con timonel   |